# Bonito (Automarke)
Bonito war eine britische Automarke.

## Markengeschichte
Alan Bradshaw und Hans Alma gründeten 1981 ACM Limited in Poole in der Grafschaft Dorset. Zunächst importierten sie Bausätze von Fiberfab aus Deutschland. Wenig später erfolgte der Umzug nach Torpoint in Cornwall. Dort begann die eigene Produktion von Automobilen und Kits. Der Markenname lautete Bonito.
Graham Keane leitete AED International. Dessen Unternehmenssitz war entweder in Torpoint oder in Bristol. Er setzte die Produktion von 1983 bis 1984 fort. Darauf folgte Bonito Performance Centre aus Torpoint von 1984 bis 1985.
Seraph Cars aus Bristol unter Leitung von John Grossart übernahm 1985 das Projekt, entwickelte es weiter und setzte die Produktion bis 1987 fort. Er verwendete den Markennamen Seraph. Insgesamt entstanden etwa 63 Exemplare.

## Fahrzeuge
Im Angebot stand nur ein Modell. Die Basis bildete das Fahrgestell vom VW Käfer. Darauf wurde eine Coupé-Karosserie montiert. Das Fahrzeug ähnelte dem Ford GT 40. Die Windschutzscheibe kam vom Ford P 6 und die Heckscheibe vom Opel Rekord.
AED stellte auf dieser Basis auch ein offenes Fahrzeug her, das ein Einzelstück blieb.